# Antigonariidae
De Antigonariidae is een familie uit de orde Acoela.

## Geslachten
Het volgende geslacht is bij de familie ingedeeld:
- Antigonaria Dörjes, 1968